# Гуштин (гміна)
Гміна Гуштин (пол. Gmina Gusztyn) — колишня сільська гміна, яка входила до Борщівського повіту Тернопільського воєводства ІІ Речі Посполитої. Адміністративним центром гміни було село Гуштин.
Гміна утворена 1 серпня 1934 року на підставі нового закону про самоуправління (23 березня 1933 року). Гміну створено на основі попередніх гмін: Бурдяківці, Цигани, Дубівка, Гуштин, Лосяч, Збриж.
Площа гміни — 109,47 км²
Кількість житлових будинків — 1581
Кількість мешканців — 7220
У 1939 році з приходом радянської влади, була скасована.